# Роні Блеклі
Роні Блеклі (англ. Ronee Sue Blakley; нар. 24 серпня 1945, Нампа, США) — американська акторка.

## Вибіркова фільмографія
- Приватні файли Джона Едгара Гувера (1977)
- Водій (1978)
- Балтиморська куля (1980)